# Kathrine Bremerskov Kaysen
Kathrine Bremerskov Kaysen (født 14. juni 1993) er en dansk barneskuespiller, der har medvirket i seks Far til fire-film fra 2000'erne, hvor hun spillede rollen som Mie. Hun har også arbejdet som dubber med både stemme og sang til både computerspil og tegnefilm samt film som "Alfons Åberg". Kathrine Bremerskov Kaysen er uddannet som beklædningsskrædder, og har nu eget firma, Kaysen Couture.

## Filmografi
- Far til fire gi'r aldrig op (2005)
- Far til fire - i stor stil (2006)
- Far til fire - på hjemmebane (2008)
- Far til fire - på japansk (2010)
- Far til fire - tilbage til naturen (2011)
- Far til fire - til søs (2012)